# مسیدا
مسیدا 
(به مالتی: Msida) شهری در ناحیهٔ هاربور شمالی واقع در کشور مالت است که در سال ۱۹۹۵ میلادی ۶٫۹۴۲ نفر جمعیت داشته اما جمعیت آن در سال ۲۰۰۵ میلادی ۷٫۶۲۳ نفر بوده‌است.